# William Cunningham
William Cunningham (Augusta, Georgia; 25 de marzo de 1974) es un exjugador de baloncesto estadounidense que disputó un total de 23 partidos en cuatro equipos diferentes de la NBA, además de jugar en China, Egipto, Rusia, Uruguay y en ligas menores estadounidenses. Con 2,11 metros de estatura, jugaba en la posición de pívot.

## Trayectoria deportiva

### Universidad
Jugó durante cuatro temporadas con los Owls de la Universidad de Temple, en las que promedió 2,5 puntos y 3,5 rebotes por partido.

### Profesional
Tras no ser elegido en el Draft de la NBA de 1996, jugó en ligas menores de su país, hasta que, con la temporada 1997-98 ya avanzada, fichó por 10 días con los Utah Jazz, disputando seis partidos en los que promedió 1,3 puntos y 1,3 rebotes.
A lo largo de esa temporada y la siguiente firmaría contratos de corta duración con Philadelphia 76ers, Toronto Raptors y New Jersey Nets. Posteriormente alargaría su carrera en ligas menores de su país, así como en lugares tan dispares como China, Egipto, Rusia y Uruguay.

## Estadísticas de su carrera en la NBA

### Temporada regular
| Temporada | Edad | Equipo             | Liga | Pos. | P  | TIT | MIN  | TC  | TCA | %TC  | 3P  | 3PA | %3P | TL  | TLA | %TL  | R.OF. | R.DEF. | REB | ASIS | ROB | TAP | PER | FP  | PTS |
| 1997-98   | 23   | TOTAL              | NBA  | C    | 7  | 2   | 5.6  | 0.6 | 1.3 | .444 | 0.0 | 0.0 |     | 0.0 | 0.0 |      | 0.6   | 0.9    | 1.4 | 0.1  | 0.3 | 0.0 | 0.0 | 1.4 | 1.1 |
| 1997-98   | 23   | Utah Jazz          | NBA  | C    | 6  | 2   | 6.3  | 0.7 | 1.5 | .444 | 0.0 | 0.0 |     | 0.0 | 0.0 |      | 0.7   | 0.7    | 1.3 | 0.2  | 0.3 | 0.0 | 0.0 | 1.7 | 1.3 |
| 1997-98   | 23   | Philadelphia 76ers | NBA  | C    | 1  | 0   | 1.0  | 0.0 | 0.0 |      | 0.0 | 0.0 |     | 0.0 | 0.0 |      | 0.0   | 2.0    | 2.0 | 0.0  | 0.0 | 0.0 | 0.0 | 0.0 | 0.0 |
| 1998-99   | 24   | TOTAL              | NBA  | C    | 16 | 6   | 10.1 | 0.2 | 1.1 | .167 | 0.0 | 0.0 |     | 0.0 | 0.1 | .000 | 0.8   | 0.9    | 1.8 | 0.1  | 0.1 | 0.7 | 0.3 | 1.9 | 0.4 |
| 1998-99   | 24   | Toronto Raptors    | NBA  | C    | 1  | 0   | 1.0  | 0.0 | 0.0 |      | 0.0 | 0.0 |     | 0.0 | 0.0 |      | 0.0   | 0.0    | 0.0 | 0.0  | 0.0 | 0.0 | 0.0 | 0.0 | 0.0 |
| 1998-99   | 24   | New Jersey Nets    | NBA  | C    | 15 | 6   | 10.7 | 0.2 | 1.2 | .167 | 0.0 | 0.0 |     | 0.0 | 0.1 | .000 | 0.9   | 1.0    | 1.9 | 0.1  | 0.1 | 0.7 | 0.3 | 2.0 | 0.4 |
| Total     |      |                    | NBA  |      | 23 | 8   | 8.7  | 0.3 | 1.2 | .259 | 0.0 | 0.0 |     | 0.0 | 0.1 | .000 | 0.7   | 0.9    | 1.7 | 0.1  | 0.1 | 0.5 | 0.2 | 1.7 | 0.6 |